# Телфер
Телфер (на английски: telpher; производно на старогръцки: τῆλε – „далече“, и на старогръцки: φέρω – „нося“), също и електротелфер, е висящо електро-механично подемно-транспортно устройство, което се използва за повдигане и пренасяне на товари. Осигурява значителна скорост за повдигане на товара и преместването му, движейки се по Т-образна метална греда, като неговата кука (прикачен механизъм) виси на метално въже или верига.

## История
Първият електротелфер е конструиран през 1903 година. През 1919 г. машината влиза в производство и е патентована от компанията Stahl CraneSystems GmbH като Stahl snake. Масовото навлизане на подобни машини датира от 50-те години на XX век.

## Конструкция
Електротелферът се състои от електродвигатели за подем и пренасяне, въжета или вериги и възел за окачване на товара и носеща релса. При проектирането на един електротелфер трябва да се избере дали повдигащото въже да минава през барабана на системата или да е монтиран корпусно. Електрическият двигател е основната част в един електротелфер. Той определя ефективността и товароспособността. Препоръчително е двигателят да притежава електрическа спирачка. Скоростта на двигателя се контролира от силова електронна система. Скоростта се контролира като в електронната система се включат превключващи релета.

## Приложение
Телферите увеличават значително производителността там, където постоянно се изисква многократно повдигане и преместване на товари. Прилагат се предимно в производствени помещения, складове, както и на открито.
Недопустимо е използването на телфер:
- за превоз на хора;
- за транспортиране на разтопен или втечнен метал, течен шлак, отрови, киселини, основи и други опасни товари;
- в атмосфера, съдържаща взривоопасни или лесно възпламеними пари, газове, прах;
- в складове за взривни и лесно възпламеняващи се вещества, даже дори тези вещества по своите свойства да не насищат атмосферата с взривоопасни газове и прах;
- на взривоопасни и пожароопасни места.

## Класификация
Телферите се класифицират според:
- подвижност: стационарни (без ходова количка) и подвижни (с еднорелсова или двурелсова количка – съответно с товароподемност до 20 тона и до 50 тона)
- работна височина: нормална или намалена
- кратност на полиспастите: 2/1, 2/2, 4/1, 4/2 и др.
- условия за работа: взривобезопасни, тропически, морски, за агресивна химическа среда и др.

## В България
Народна република България е била специализирана в рамките на Съвета за икономическа взаимопомощ да развива производството на телфери за цялата икономическа общност. По онова време над 99% от произвежданите телфери са били за износ. ДСО „Балканкар“ е обхващало предприятията от целия подотрасъл, най-важното от които е бил  „Балканкарподем“.